# Michel Quoist
L'abbé Michel Quoist (pronuncia: /mi.ʃɛl ˈkwa/; Le Havre, 18 giugno 1921 – Le Havre, 18 dicembre 1997) è stato un presbitero, scrittore e viaggiatore francese.

## Biografia
Di padre ateo e madre fervente cattolica, Michel Quoist fu costretto a cominciare a lavorare come fattorino a dodici anni a causa della morte precoce di suo padre. Durante gli scioperi del 1936 appoggiò le rivendicazioni della classe operaia. Nel 1938, partecipando come barelliere al pellegrinaggio diocesano a Lourdes, conobbe un sacerdote e gli nacque la vocazione sacerdotale; e così a diciott'anni entrò nel seminario vicino a Meaux, per poi passare a Rouen.
A pochi mesi dal suddiaconato, improvvisamente divenne quasi cieco; e quando, dopo inutili controlli in vari ospedali, si riteneva rovinato, ad un certo punto di nuovo improvvisamente ricominciò a vedere. Ordinato sacerdote nel 1947, continuò gli studi in scienze sociali e politiche nell'Istituto Cattolico di Parigi, dove conseguì il dottorato con una tesi su un quartiere popolare di Rouen dal titolo La città e l'uomo, poi pubblicata. Quindi divenne vicario d'una numerosa parrocchia di Le Havre e coordinatore dei movimenti giovanili della sua regione.
Nell'ambito delle missioni all'estero fece istituire un comitato vescovile per l'America Latina, mettendosi egli stesso a viaggiare per conferenze e ritiri spirituali oltre che a scrivere libri .
Dal 1970 al 1976 fu curato di Sainte Marie e Saint Léon; nel 1971 aprì a Saint Cyrice nell'Aveyron un centro di accoglienza per giovani e adulti e nel 1976 divenne responsabile delle vocazioni diocesane, svolgendo vari incarichi pastorali. Nel 1988 divenne direttore della radio diocesana di Le Havre, denominata «Arc en Ciel». Malato di cancro del pancreas dal 1996, morì l'anno successivo.

## Un giudizio
Gianfranco Ravasi, rievocando Michel Quoist in un articolo apparso su Avvenire, ha scritto:
Nello stesso articolo, Ravasi attinge all'idea del "mattone nascosto", cara a Michel Quoist, perché il mattone è indispensabile in qualunque posizione si trovi nella costruzione di un edificio.

## Opere
- La ville et l'homme: Rouen: Étude sociologique d'un secteur proletarien suivie de conclusion pour l'action, prefazione di Gabriel Le Bras, : Les Éditions ouvrières, c1952, Prix Jansen 1954.
- Prières, Les Éditions ouvrières, c1954
  - Preghiere, Marietti, imprim. Torino 1957
- Aimer, ou le journal de Dany, Les Éditions ouvrières, 1956
  - Amare, il diario di Daniele, traduzione di Carlo Châtel, Borla, Torino 1962
- Réussir, Économie et humanisme: Les Éditions ouvrières, 1960
  - Riuscire: suggerimenti per una vita autenticamente cristiana, SEI, Torino-Genova-Milano, 1962
- Donner, ou le journal d'Anne-Marie, Les Éditions ouvrières, 1962
  - Donare, il diario di Anna Maria traduzione di Carlo Chatel, Borla, Torino 1969
- Le Christ est vivant!, lettera-prefazione del cardinale Marty, Les Éditions ouvrières, c1970
  - Cristo è vivo, SEI, Torino 1970
- Jésus-Christ m'a donné rendez-vous, Les Éditions ouvrières, 1972
  - Appuntamento con Cristo, Società editrice internazionale, Torino 1973
  - Mi ha cercato Gesù: riflessioni per ogni giorno, Piemme, Casale Monferrato 1993
- L'Évangile à la télévision, Les Éditions ouvrières, 1978
  - Dieci minuti con Dio, SEI, Torino 1979
- À cœur ouvert, Les Éditions ouvrières, 1981
  - A cuore aperto, Società editrice internazionale, Torino 1983
- Parle-moi d'Amour, Les Éditions ouvrières, 1985
  - Parlami d'amore, Società editrice internazionale, Torino 1987
- Itinéraires, Les Éditions ouvrières, 1987
- Chemins de Prières, Les Éditions ouvrières, 1988
  - Cammino di preghiera, Società editrice internazionale, Torino ©1989
  - Passo dopo passo: dialogando sulla vita, edizione a cura di Monica Mondo; prefazione di Italo Alighiero Chiusano, Società editrice internazionale, Torino 1990
- Quand la vie devient prière, Les Éditions ouvrières, 1990
  - Quando la vita diventa preghiera, Gribaudi, Milano 1995
- Dieu m'attend, Les Éditions ouvrières, 1993
- Dieu n'a que des désirs, Éditions de l'Atelier, 1994
  - Lo sguardo dell'infinito: messaggi per essere liberi, Michel Quoist in dialogo con Élie Maréchal, Piemme, Casale Monferrato 1996
- Un temps pour Dieu, Éditions de l'Atelier, 1997
  - Un tempo per Dio, Queriniana, Brescia 1998
- Construire l'homme, Éditions de l'Atelier, 1997
  - Costruire l'uomo: il testamento spirituale di Michel Quoist, Società editrice internazionale, Torino 1998
- Les plus belles prières de Michel Quoist, Les Éditiond ouvrières : Éditions de l'Atelier, 1998